# Liste des croiseurs allemands

## Croiseurs protégés
Sept navires :
- SMS Prinzess Wilhelm (1887) - 1922
- SMS Kaiserin Augusta (1892) - 1919
- Classe Victoria Louise : dernière classe de croiseur protégé
  - SMS Victoria Louise (1897)
  - SMS Hertha (1897)
  - SMS Freya (1897)
  - SMS Vineta (1897)
  - SMS Hansa (1898)

## Croiseurs cuirassés
Neuf navires :
- SMS Fürst Bismarck (1896)  - rayé en 1919
- SMS Prinz Heinrich 1900 - rayé 1920
- Classe Prinz Adalbert : 
  - SMS Prinz Adalbert (1901) - torpillé en 1915
  - SMS Friedrich Carl (1902) - miné en 1914
- Classe Roon : 
  - SMS Roon (1903) - rayé en 1920
  - SMS Yorck (1904) - miné en 1914
- Classe Scharnhorst :
  - SMS Scharnhorst (1906)
  - SMS Gneisenau (1906)
- SMS Blücher (1908)

## Croiseurs de bataille

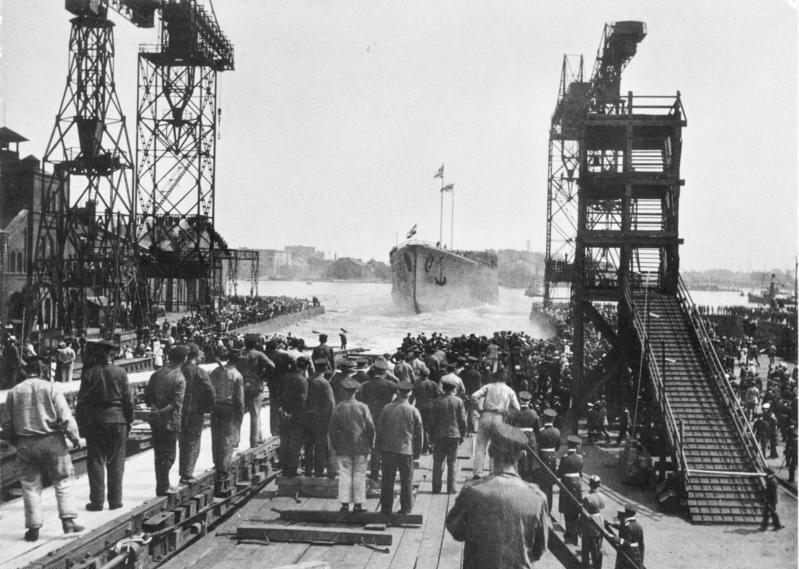
Lancement du grand croiseur Hindenburg, le 1 août 1915 (chantier
naval impérial allemand)

Onze navires, dont quatre inachevés :
- SMS Von der Tann - sabordé à Scapa Flow en 1919
- Classe Moltke :
  - SMS Moltke (1910) - sabordé à Scapa Flow en 1919
  - SMS Goeben - transféré à la Turquie mi-août 1914, renommé Yavuz, BU 1976
- SMS Seydlitz - sabordé à Scapa Flow en 1919
- Classe Derfflinger :
  - SMS Derfflinger - sabordé à Scapa Flow en 1919
  - SMS Lützow - coulé à la bataille du Jutland 1916
  - SMS Hindenburg - sabordé à Scapa Flow en 1919
- Classe Mackensen (non complétée):
  - SMS Mackensen - lancé en 1917, inachevé
  - SMS Graf Spee - lancé en 1917, inachevé
  - SMS Prinz Eitel Friedrich - lancé en 1920
  - SMS Fürst Bismarck- inachevé, démantelé sur cale
- Classe Ersatz Yorck (prévue)

## Croiseurs lourds
Cinq navires :
- Classe Admiral Hipper :
  - Admiral Hipper (1937) - sabordé en 1945
  - Prinz Eugen (1938) - sabordé en 1946
  - Blücher (1937) - coulé en 1940 par les batteries côtières norvégiennes devant Oslo
  - Seydlitz (1939) (inachevé) - transformation en porte-avions léger envisagée, sabordé en 1945
  - Lützow (1939) (inachevé)- vendu à l'URSS en 1941, renommé Tallinn puis Petropavlosvk

## Croiseurs frégates
Six navires :
- Classe Bismarck :
  - SMS Bismarck (1877)
  - SMS Blücher (1877)
  - SMS Stosch (1877)
  - SMS Moltke (1877)
  - SMS Gneisenau (1879)
  - SMS Stein (1880)

## Croiseurs légers
77 navires, dont 3 non construits :
- SMS Zieten (1876) - démoli en 1921
- Classe Blitz (en) :
  - SMS Blitz (1882) - démoli en 1921
  - SMS Pfeil (1882) - démoli en 1922
- SMS Greif (1886) - démoli en 1921
- Classe Wacht (en) :
  - SMS Wacht (1887) - Collision en 1901
  - SMS Jagd (1888) - démoli en 1920
- Classe Meteor (en) :
  - SMS Meteor (1890) (1890) - démoli en 1919
  - SMS Comet (1892) - démoli en 1921
- SMS Nixe (1885) - démoli en 1916
- SMS Charlotte (1885)
- Classe Schwalbe (en) :
  - SMS Schwalbe (1887) - démoli en 1922
  - SMS Sperber (1889) - démoli en 1922
- Classe Bussard :
  - SMS Bussard (1890) - démoli en 1913
  - SMS Falke (1891) - démoli en  1913
  - SMS Seeadler (1892) - coulé en 1917
  - SMS Condor (1892) - rayé en 1920
  - SMS Cormoran (1892) - sabordé en 1914
  - SMS Geier (1894) - capturé en 1917, coulé en 1918
- SMS Gefion (1893) - démoli en 1923
- Hela (1895) - torpillé en 1914
- Classe Gazelle :
  - SMS Gazelle (1898) - rayé en 1920
  - SMS Niobe (1899) - rayé en 1925, vendu à la Yougoslavie et renommé Dalmacija, capturé par l'Italie en 1941, capturé par l'Allemagne en 1943, coulé.
  - SMS Nymphe (1899) - rayé en 1931
  - SMS Thetis (1900) - rayé en 1929
  - SMS Ariadne (1900) - coulé en 1914
  - SMS Amazone (1900) - rayé en 1931
  - SMS Medusa (1900) - sabordé en 1945
  - SMS Frauenlob (1902) - coulé en 1916
  - SMS Arcona (1902) - sabordé en 1945
  - SMS Undine (1902) - coulé en 1915
- Classe Bremen :
  - SMS Bremen (1903) - Miné en 1915
  - SMS Hamburg (1903) - Bombardé en 1944, renfloué, démoli
  - SMS Berlin (1903) - sabordé en 1947 avec des munitions chimiques
  - SMS Lübeck (1904) - démoli en 1922
  - SMS München (1904) - démoli en 1919
  - SMS Leipzig (1905) - coulé à la bataille des Falklands, 1914
  - SMS Danzig (1905) - démoli en 1921-23
- Classe Königsberg :
  - SMS Königsberg (1905) - sabordé en 1915
  - SMS Nürnberg (1906) - coulé en 1914
  - SMS Stuttgart (1906) - démoli en 1921
  - SMS Stettin (1907)
- Classe Dresden
  - SMS Dresden (1907)
  - SMS Emden (1908)
- Classe Kolberg :
  - SMS Kolberg (1908) - démoli en 1929
  - SMS Mainz (1909) - coulé en 1914
  - SMS Cöln (1909) - coulé en 1914
  - SMS Augsburg (1909) - démoli en 1922
- Classe Magdeburg :
  - SMS Magdeburg (1911) - coulé en 1914
  - SMS Breslau (1911) - miné en 1918
  - SMS Straßburg (1911) - à l'Italie, renommé Taranto, coulé en 1943
  - SMS Stralsund (1911) - démoli en 1935
- Classe Karlsruhe : 
  - SMS Karlsruhe (1912) - explose en 1914
  - SMS Rostock (1912) - coule en 1916
- Classe Graudenz : 
  - SMS Graudenz (1913) - à l'Italie en 1921, renommé  Ancona, démoli en 1938
  - SMS Regensburg (1914) - à la France en 1920, renommé Strasbourg, recapturé en 1940
- Classe Pillau :
  - SMS Pillau (1914) - à l'Italie en 1921, renommé Bari, coulé en 1943
  - SMS Elbing (1914) - coulé en 1916
- Classe Wiesbaden :
  - SMS Wiesbaden (1915) - coulé à la bataille du Jutland 1916
  - SMS Frankfurt (1915) - reddition en 1918, sabordé en 1921
- Classe Königsberg :
  - SMS Königsberg (1915) - à la France en 1920
  - SMS Karlsruhe (1916) - sabordé à Scapa Flow en 1919
  - SMS Emden (1916) - démoli en 1926
  - SMS Nürnberg (1916) - coule en 1922
- Classe Brummer  :
  - SMS Brummer (1915) - sabordé à Scapa Flow 1919
  - SMS Bremse (1916) - sabordé à Scapa Flow 1919
- Classe Cöln :
  - SMS Cöln (1916) - sabordé à Scapa Flow 1919
  - SMS Dresden (1917) - sabordé à Scapa Flow 1919
  - SMS Magdeburg (1917) - jamais achevé
- Emden (1925) - sabordé en 1945
- Classe Königsberg :
  - Königsberg (1927) - coulé en 1940
  - Karlsruhe (1927) - coulé en 1940
  - Köln (1928) - coulé en 1945
- classe Leipzig :
  - Leipzig (1929) - au Royaume-Uni, sabordé en 1946
  - Nürnberg (1934) - à l'URSS en 1946, démoli vers 1960
- Classe Spähkreuzer - croiseurs éclaireurs (non construite)
  - SP 1
  - SP 2
  - SP 3